# Attack (canção)
"Attack" é uma canção de rock da banda 30 Seconds to Mars. A canção foi lançada por Immortal e Virgin Records no dia 3 de maio de 2005, como o primeiro single do segundo álbum da banda, A Beautiful Lie. A canção foi escrita por Jared Leto e foi produzida por Josh Abraham e 30 Seconds to Mars. A música é uma expressão dinâmica de renascimento e renovação. 30 Seconds to Mars estreou a canção na rede American Fuse em 25 de maio de 2005, durante a Daily Download.
"Attack" tem sido extremamente apreciado, com bastante elogios da crítica referidos aos solos de teclado, vasto, guitarras abrasivas e vocal assustador. A canção chegou a número 22 na Billboard's Modern Rock Tracks e número 38 no Mainstream Rock. A canção atingiu o sucesso ao longo dos anos, estreando pela primeira vez nas paradas europeias só após dois anos de seu lançamento original. O vídeo da música acontece em um hotel abandonado em Hollywood e cada frame esconde algumas mensagens. Foi exibido em 29 de agosto de 2005, e reproduzido em  airplay na MTV, mtvU, MTV2, Fuse e MuchMusic.

## Lista de Faixas
Todas as canções foram escritas por Jared Leto.
Digital download
1. "Attack" – 3:08

Promo CD single
1. "Attack" – 3:12

UK picture disc 7" single
1. "Attack" – 3:09
2. "The Fantasy" – 4:29

## Desempenho nas paradas musicais
| Parada (2005-2008)                                          | Melhor posição |
| ----------------------------------------------------------- | -------------- |
| Canadá - Canadian Singles Chart                             | 82             |
| Estados Unidos - US Mainstream Rock Tracks (Bilboard)       | 38             |
| Estados Unidos - US Modern Rock Tracks (Bilboard)           | 22             |
| Reino Unido - UK Rock Singles (The Official Charts Company) | 9              |
| Reino Unido - UK Singles (The Official Charts Company)      | 148            |
| Portugal - (AFP) Download Chart                             | 22             |